# Рабига Кушаева
Рабига Янгулова Кушаева (на башкирски: Рабиға Йәнғол ҡыҙы Ҡушаева; на руски: Рабига Янгуловна Кушаева) е башкирска учителка, деятелка на башкирското национално движение и женското движение в Съветска Русия.

## Биография
Родена е в село Хасяново, Самарска губерния, Руска империя (днес в Болшечерниговски район, Самарска област, Русия) през 1901 г. Работи като учителка в село Бурзян, Самарска губерния от 1916 г.
През 1917 г. участва в I всебашкирски конгрес в Оренбург като делегат от Пугачовски уезд на Самарска губерния. По време на конгреса активно подкрепя равенството на половете и настоява башкирските жени да получат пълни граждански и политически права, каквито имат мъжете. Предлага конкретни мерки за тяхното изпълнение.
От 1919 г. работи като началник на отдел „Жени“ при Башкирския областен комитет на Руската комунистическа партия (болшевики). Тя е сред организаторите на I всебашкирска конференция на работническо-селските жени в Стерлитамак през септември 1920 г. Взема участие в IX конгрес на всеруския конгрес на съветите в Москва през ноември 1921 г. Участва в организирането и подготовката на I всебашкирски конгрес на работническо-селските жени през ноември 1924 г., както и на Всебашкирския конгрес на жените – конгрес на членовете на Съвета през октомври 1927 г.
От 1927 г. работи като директор на Уфимския детски дом „Ш. Худайбердин“. От 1929 г. живее в Москва. Работи като инспектор в отдела по детските домове в Народния комисариат по образованието на Руската съветска федеративна социалистическа република.
През лятото на 1937 г. по пътя към дома си е убита от влак електричка на спирка Лос в бившия град Бабушкин (днес квартал на Москва) по Ярославската железница.